# Lecanoideus floccissimus
Lecanoideus floccissimus es un hemíptero de la familia Aleyrodidae, subfamilia: Aleyrodinae.
Fue descrita científicamente por primera vez por Martin, Hérnandez-Suárez & Carnero en 1997.